# The Lost Boys
The Lost Boys ist ein US-amerikanischer Horrorfilm aus dem Jahr 1987. Regie führte Joel Schumacher, die Hauptrollen übernahmen Kiefer Sutherland, Corey Haim, Corey Feldman, Jason Patric und Jami Gertz.

## Handlung
Lucy Emerson, frisch von ihrem Mann geschieden, zieht mit ihren beiden Söhnen Michael und Sam zu ihrem Vater nach Santa Carla, ein fiktives Küstenstädtchen in Kalifornien, auch Mörder-Hauptstadt genannt, wo sie ein neues Leben beginnen wollen.
Anfangs sind Michael und Sam nicht sehr begeistert von ihrem neuen Zuhause, doch Michael verliebt sich alsbald in die hübsche Star und findet durch sie Anschluss an die ortsansässige Rockerclique, deren Anführer David Stars Freund ist. Da Michael von der Clique anerkannt werden möchte, und auch um Star zu beeindrucken, geht er darauf ein, als David ihn zu einem nachts stattfindenden riskanten Motorradwettrennen herausfordert. Als er später von David eine rote Flüssigkeit, bei der es sich um Wein handeln soll, angeboten bekommt, trinkt er davon, ohne Stars Warnung ernstzunehmen, dass es sich um Blut handele. Erst viel später erfährt er, dass es sich bei den Mitgliedern der Clique um Vampire handelt. Auf ihr Konto geht das Verschwinden unzähliger Kinder.
Weil Michaels Augen fortan auf helles Licht gereizt reagieren, muss er tagsüber eine Sonnenbrille tragen. Auch schläft er neuerdings sehr lange und ist hin- und hergerissen zwischen Gut und Böse.
Sein jüngerer Bruder Sam bemüht sich um Kontakt zu zwei Jungen namens Edgar und Alan Frog, die als Händler in einem Comicbuchladen arbeiten. Nach einer etwas kühlen Kennenlernphase geben sich die beiden Brüder Edgar und Alan als im Untergrund agierende Vampirjäger zu erkennen. Mit ihrer Unterstützung will Sam seinem Bruder Michael helfen, den Vampiren zu entkommen. In einem Comic stoßen sie auf einen Absatz, der die Lösung ihres Problems bringen könnte. Sie dringen in die Höhle der Vampire ein, wo die schlafenden Blutsauger kopfüber an der Decke hängen, und können einen von ihnen mithilfe eines spitzen Holzpflocks töten, den die in übernatürlichen Dingen kundigen Gebrüder Frog dem schlafenden Vampir ins Herz rammen. Doch als Folge davon greifen die anderen Vampire nun das Haus von Sam und Michaels Mutter an. Mit vereinten Kräften, wobei auch Michael mit von der Partie ist, gelingt es ihnen, die angreifenden Vampire zu vernichten. Dann stellt sich jedoch heraus, dass der oberste Vampir der neue Freund der Mutter der Emerson-Brüder ist. Erst als der Großvater eingreift und den Obervampir pfählen kann, hat der Spuk ein Ende.

## Synchronisation
Die deutsche Synchronfassung entstand bei der Deutschen Synchron in West-Berlin. Michael Richter führte Dialogregie.
| Rolle             | Darsteller        | Synchronsprecher   |
| ----------------- | ----------------- | ------------------ |
| David             | Kiefer Sutherland | Hubertus Bengsch   |
| Sam Emerson       | Corey Haim        | Simon Jäger        |
| Michael Emerson   | Jason Patric      | Torsten Sense      |
| Lucy Emerson      | Dianne Wiest      | Karin Buchholz     |
| Edgar Frog        | Corey Feldman     | Frank Schaff       |
| Alan Frog         | Jamison Newlander | Stefan Krause      |
| Star              | Jami Gertz        | Monica Bielenstein |
| Max               | Edward Herrmann   | Joachim Kerzel     |
| Marko             | Alex Winter       | Joachim Tennstedt  |
| Großvater Emerson | Barnard Hughes    | Herbert Stass      |
| Paul              | Brooke McCarter   | Tobias Meister     |
| Dwayne            | Billy Wirth       | Helmut Gauß        |

## Produktion
Gedreht wurde der Film von Juni bis August 1986 in der kalifornischen Stadt Santa Cruz. Die offizielle Weltpremiere fand am 31. Juli 1987 in den USA statt.

## Sonstiges
- Richard Donner, der Produzent von The Lost Boys, sollte ursprünglich auch die Regie des Films übernehmen, lehnte dies jedoch ab. So wurde Mary Lambert engagiert, die später beim Horrorstreifen Friedhof der Kuscheltiere Regie führte. Nach kreativen Differenzen wurde sie durch Joel Schumacher ersetzt.[2]
- Kiefer Sutherland, der den gesamten Film über Handschuhe trug, tat dies, da er sich bei einer Motorradszene einen Arm gebrochen hatte, um so die Verletzung zu kaschieren. Das war ursprünglich anders vorgesehen.[2]
- Die Szene, in der David Michael spaßeshalber suggeriert, Würmer statt Nudeln zu essen, wurde im Film 5 Zimmer Küche Sarg aufgegriffen. Dort wendet der Vampir Deacon denselben Trick an seinen „sterblichen“ Gästen an und erklärt, er habe die Idee von The Lost Boys geklaut.

## Filmmusik und Einfluss auf die Musikszene
Der Titelsong des Films ist eine Coverversion des Doors-Klassikers „People Are Strange“ der britischen Band Echo & The Bunnymen. Die für den Song charakteristische Orgel wird von dem Doors-Gründungsmitglied Ray Manzarek gespielt. Außerdem hängt in der Höhle, dem Hauptquartier der Vampir-Bande, im Hintergrund ein großes schwarz-weißes Poster mit dem Gesicht von The-Doors-Sänger Jim Morrison an der Wand.
Gerard McMahon steuerte unter dem Pseudonym Gerard McMann den Leitsong „Cry Little Sister“ bei.
Die kalifornische Band Death by Stereo bezog ihren Namen aus einer Szene von The Lost Boys, wo man das Ableben eines Vampirs kommentierte mit „death by stereo“. Michael Vampire, der Sänger der Rockband Vampires Everywhere!, wurde durch den Film The Lost Boys zur Gründung seiner Band inspiriert.

## Fortsetzungen
- Der von Kiefer Sutherland gespielte David, der im Film von Geweihen aufgespießt wurde, löste sich allerdings nicht ebenso wie die anderen Vampire auf. Er war für einen Fortsetzungsfilm mit dem Titel The Lost Girls vorgesehen. Zwar wurde ein entsprechendes Drehbuch geschrieben, zu einer Verfilmung kam es aber nicht.[2]
- Der vierteilige Comic Lost Boys: Reign of Frogs (Autor: Hans Rodionoff, Zeichner: Joel Gomez; WildStorm/DC Comics, 2008) spinnt die Handlung des Films fort. Auf Deutsch erschien der Band Ende 2008 bei Panini Comics.[4][5]
- Am 29. Juli 2008 wurde in den USA die Fortsetzung Lost Boys 2: The Tribe veröffentlicht[6]. Der Film wurde direkt für den DVD-Markt produziert. Darsteller Corey Feldman ist hier in seiner ursprünglichen Rolle zu sehen.
- Im Jahr 2010 wurde eine zweite Fortsetzung mit dem Titel Lost Boys: The Thirst veröffentlicht. Auch diese erschien direkt auf DVD.[7]

## Kritik
Das Lexikon des internationalen Films bezeichnete The Lost Boys als „flüssig inszeniert“ und „stellenweise spannend“. Des Weiteren sei der Film eine „mitunter auch amüsante Mischung aus klamaukhaftem Horror- und aggressiv-reißerischem Musikfilm, verbrämt mit leicht ironischer Hippie-Nostalgie.“
Cinema befand: „Trickreicher Schauerspaß mit 80er-Flair.“
Moviemaster stellte fest, dass der Film „von der Inszenierung her“ ein „typischer Joel Schumacher-Film“ sei. Neben „grell-buntem Set-Design“ werde „alles etwas plakativ übertrieben, was der ohnehin etwas abstrusen Story allerdings auch die Glaubwürdigkeit und damit jeden Ansatz von Horror“ nehme. Es bleibe, eine „ziemlich ‘bisslose’ Komödie, die eben ein mit Musik untermalter Teenie-Film“ sei.

## Auszeichnungen
- The Lost Boys erhielt den Saturn Award als „Bester Horrorfilm des Jahres 1987“. Barnard Hughes war außerdem für seine Rolle als „Bester Nebendarsteller“ nominiert.